# Potalia amara
Espèce
Classification APG III (2009)
Statut de conservation UICN

 LC  : Préoccupation mineure
Synonymes
- Nicandra amara (Aubl.) Gmel.[2]

Potalia amara est une espèce d'arbuste néotropical, appartenant à la famille des Gentianaceae (anciennement Loganiaceae). Il s'agit de l'espèce type du genre Potalia (Aubl.).
En Guyane, elle est connue sous les noms de Mavévé grand bois, Matévé, Grand Matévé (créole), Anɨlapoy (Wayãpi), Aβatni awak nopsisa (Palikur), Anabi, Pau-de-cobra (Portugais), Tsaantsutsu (Aluku), bokokini (Taki taki).

## Description
Potalia amara est un arbre ou un arbuste du sous-étage atteignant 1 ou 2 voire 5 mètres de haut, monopodial ou peu ramifié. Les tiges et branches cylindriques, glabres, mesurent jusqu'à 5 cm de diamètre. Les entre-nœuds sont longs de 1,5 à 24 cm.
Les feuilles pétiolées, opposées décussées, sont groupées vers l'apex des branches. 
Le pétiole plutôt court, atteint jusqu'à 2,5 à 5 cm de long.
Le limbe, glabre, mesure (25-)43-62 x 8-19 cm[Comment ?], est membraneux, cartacé à légèrement coriace, de forme obovale, lancéolée, à oblancéolée, aiguë à acuminée à l'apex, atténuée à la base (limbe décurrent sur le pétiole). 
La face adaxiale vert plus foncé que la face abaxiale.
Le nervation pennée eu-camptodrome se compose d'une nervure médiane saillante en dessous, d'environ 12 à 15 paires de nervures secondaires, et de nervures tertiaires peu visibles. 
Les marges sont entières, peu ou pas révolutées, les stipules sont soudées en une petite gaine entourant la tige au niveau du nœud.

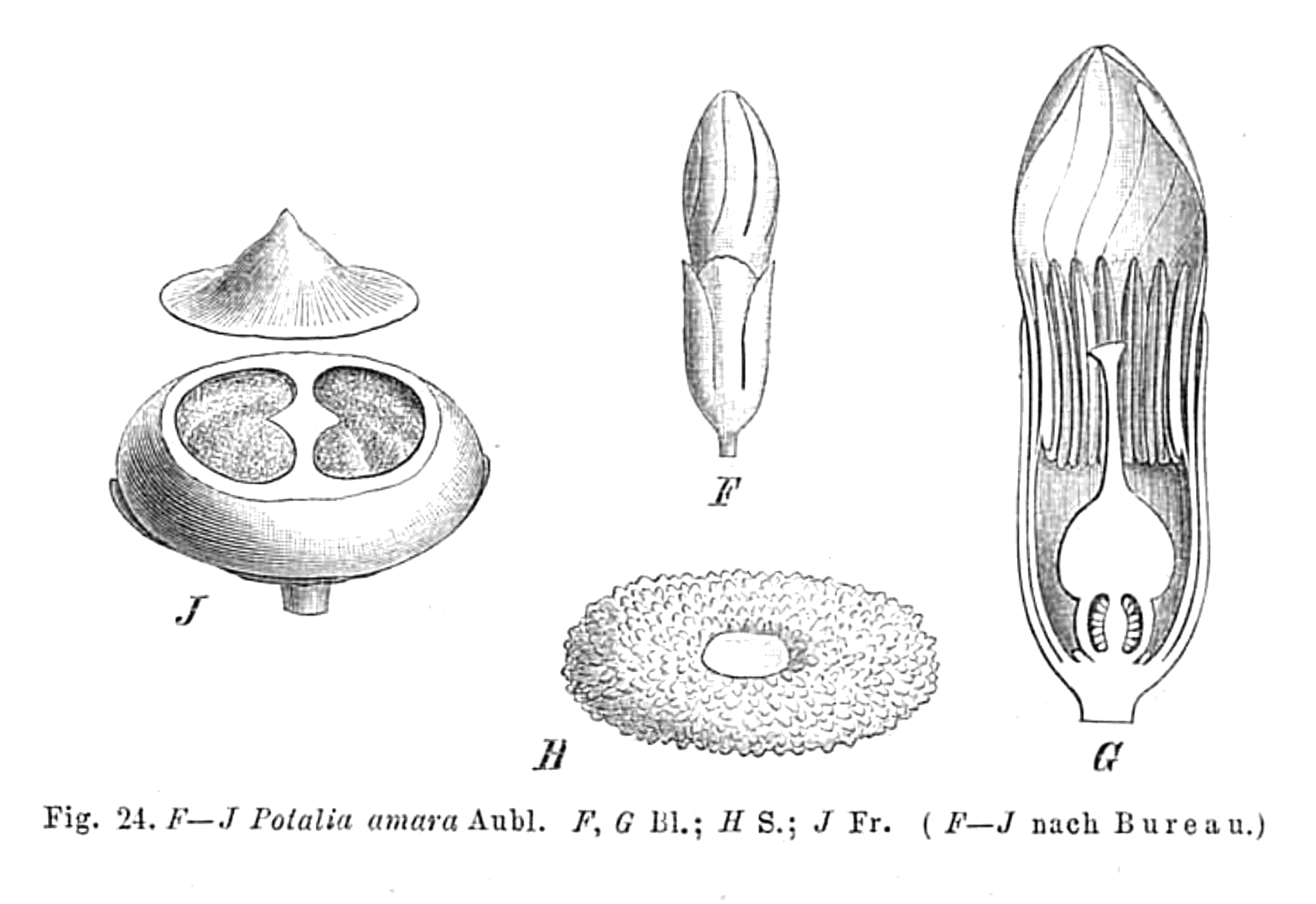
Potalia armara (Aubl.) : F/G. (fleur). H. (graines). J. (fruit).

L'inflorescence terminale, cymeuse, avec des axes jaunes ou orangés majoritairement trichotomiques, peut comporter jusqu'à 40 fleurs.
Les bractées et bractéoles, marquées, sont ovales à triangulaires, longues de 2-3(5) mm.
Le pédicelle est long de 10-18(-30) mm. 
Les fleurs tétramères sont dressées, présentent un calice jaune, orange ou blanc (rarement avec des pointes vertes), à sépales imbriqués, elliptiques à orbiculaires, mesurant 3-6 x 3-6 mm, (5-6 x 4-6 mm au stade du fruit), à bord plat, non hyalin, et obtus à l'apex.
La corolle jaune, blanche ou crème, est tubulaire, longue de 10-13 mm pour 4-6 mm de large à l'extrémité. Ses 10 lobes, s'ouvrant à peine, sont étroitement elliptiques, mesurent 3-5 x 1-2 mm, aigus à l'apex.
Les 10 étamines, insérées au milieu du tube, alternes avec les pétales, ne dépassent pas les lobes de la corolle, ont les filets droits, soudés, longs de 2-3 mm, et des anthères blanc verdâtre à vertes, linéaires, longues de 3-4 mm, légèrement courbées.
Le pollen a l'exine lisse, perforé.
Le pistil est long de 6-7 mm.
L'ovaire, contenant deux loges, mesure environ 4 × 2 mm, avec une partie apicale globuleuse stérile.
Le style, renflé à la base, filiforme à l'apex, est long de 2-3 mm, porte un stigmate capité d'environ 1 mm de diamètre.
Le fruit, dressé, est indéhiscent, vert à l'état immature ou frais (vert rougeâtre), devenant brun foncé en séchant, de forme globuleuse ovoïde, mucroné à l'apex, à légèrement connée, mesure 11-15 x 10-15 mm
(la partie apicale stérile moins distincte et confluente avec un anneau épaissi moins distinct que chez P. resinifera).
Les nombreuses graines anguleuses sont brun foncé, et mesurent environ 4 × 2 mm,,.

## Taxonomie
Le genre Potalia a fait l'objet d'une révision taxonomique en 2004, à l'occasion de laquelle il a été divisé en 9 taxons, dont certains étaient auparavant considérés comme Potalia amara. Le taxon le plus proche de Potalia amara serait Potalia turbinata (Struwe & V.A. Albert) d'Amérique Centrale, qui a les fleurs et les fruits les plus similaires.

## Répartition
Potalia amara présente une aire de répartition restreinte aux Guyanes (Guyana, Suriname et Guyane) et à l'Amapá (Brésil).
On pensait sa répartition beaucoup plus vaste en Amérique du Sud jusqu'à la révision du genre en 2004.

## Écologie
Potalia amara est un arbuste commun dans le sous-bois des forêts tropicales anciennes, principalement non inondées, mais aussi dans les forêts secondaires, le long des pistes et des sentiers, sur les berges des cours d'eau, souvent sur des sols latéritiques, autour de 70-700 m d'altitude. Elle fleurit et fructifie toute l'année.
Ses fruits sont disséminés par des chauves-souris.

## Utilisation
En 1897, le Dr Heckel signale que les gouttelettes de résine transparente jaunâtre produites par les feuilles et jeunes tiges de Potalia amara, émettent en brûlant une odeur rappelant le benjoin. Il signale aussi qu'on fait de cette plante très franchement amère, une tisane sudorifique contre les maladies vénériennes, un vomitif employé en cas d'empoisonnement par le manioc (Aublet), et qu'elle a des vertus emménagogues, antisyphilitiques, antispasmodiques, fébrifuges, et antiictériques,.
Potalia amara est une plante typique des pharmacopées amazoniennes.
La décoction des parties aériennes de Potalia amara est considérée comme fébrifuge par les Créoles (bue) et les Wayãpi (administrée en bain).
Les Palikur mettent à exsuder à la flamme les jeunes feuilles, et rameaux écrasés de Potalia amara, puis les imbibent d'huile de carapa, avant de les appliquer en cataplasme sur les zones douloureuses, pour soigner les abcès profonds (tukuke) et les enflures causées par du pus (wahau). Potalia amara est associée à Picrolemma sprucei, Gossypium barbadense et Tabebuia serratifolia dans un traitement Palikur contre le diabète.
Potalia amara aurait aussi des vertus pour soigner
les urétrites ,
la syphilis au Brésil
et dans les Guyanes,
les intoxinations au manioc (antidote de la manihotoxine),
les envinimations (feuilles alexitère en Amazonie chez les Tukano, les Maku et les Bora)
et les conjonctivites (à petite dose).

## Chimie
Potalia amara contient des swertiamarine (iridoïde).

## Protologue
En 1775, le botaniste Aublet propose le protologue suivant.
« POTALIA amara. (Tabula 151.)

Plantæ caulis perennis, ſimplex, pedalis, bi-pedalis vel tri-pedalis, nodoſus. Folia tantùm ad duo vel tres nodos ſuperiores oppoſita, longiſſima, ovato-acuminata, glabra, luteo virentia, integerrima, ad baſim anguſtiora, petiolata, vaginæ breviſſimæ, amplexi-cauli adnexa. Flores corymboſi, terminales : pedunculus communis, & particulares oppoſiti, è vaginâ breviſſimâ prodeunr, ſingulus flos, è ſinu duarum squamularum exit. Perianthium luteum. Corolla alba. Antheræ virentes. Capsula flaveſcens, ceraſi-formis, ſex-ſtriata. 
Sæpiùs ad axillas foliorum, spercaulem ſparſa, obſervantur granula reſinoſa, flava, tranſlucida, quæ incenſa odorem benzoini exhalant. 
Caulis & folia amara: decocta alvum movent, quandóque vomitum provocant. Singulis annis folia decidunt, ſimulque corymbus florifer : hoc delapfo è nodo ſuperiorî novus excreſcit ſurculus. 
Florebat Octobri. 

Habitat in ſylvis Guianæ. »

« LA POTALIE amère. (Planche 151.)
Cette plante a une racine fourchue, ligneuſe, garnie de fibres qui ſe répandent à un pouce environ ſous terre. La tige qui en part eſt ſimple, noueuſe, droite, dure, ligneuſe ; elle eſt de la groſſeur du doigt. Les feuilles ſont ſimples, entières, liſſes, vertes, étroites à leur baſe, larges, arrondies, & pointues par le haut, longues d'un pied & demi, & larges de cinq pouces, traverſées dans toute leur longueur en deſſous par une côte ſaillante ; elles ſont oppoſées deux à deux, & diſpoſées en croix. Leur pédicule eſt arrondi, attaché à une gaîne qui embraſſe la tige.
Les fleurs naiſſent au ſommet de la tige, ſur un, deux ou trois pédoncules enveloppés à leur baſe par une gaine. Chaque pédoncule porte deux ou trois petits bouquets de trois, de quatre ou cinq fleurs oppoſées, qui ont à leur baſe une petite gaine. Chaque fleur a ſon pédoncule particulier, garni à ſa naiſſance de deux écailles.
Le calice eſt charnu, d'une ſeule pièce, diviſé profondément en quatre parties couchées les unes ſur les autres, épaiſſes, roides, larges, arrondies, de couleur jaune doré, & longues d'environ ſept lignes. 
La corolle eſt monopétale, attachée au fond du calice ; ſon tube eſt court ; ſon limbe eſt profondément découpé en dix portions égales, fermés, droites, blanches, longues de trois lignes, couchées les unes ſur les autres. 
Les étamines ſont au nombre de dix, réunies à leur baſe par une membrane en forme de couronne. Les filets ſont courts. Les anthères ſont vertes, luiſantes, droites, longues, aiguës, & partagées par un ſillon dans toute leur longueur, & par deux latéraux. 
Le piſtil eſt un ovaire arrondi, vert, ſurmonté d'un style court, charnu, épais, terminé par un stigmate vert, en forme de bouton; marqué de ſix cannelures. 
L'ovaire devient un fruit jaunâtre, charnu, à ſix côtes, de la groſſeur d'une ceriſe. Il eſt à trois loges qui contiennent chacune des semences menues. 
Cette plante vit pluſieurs années, & à chaque année quelle fleurit ; les tiges des fleurs étant tombées, il ſe forme un bourgeon qui donne trois étages de feuilles, & un bouquet de fleurs. C'eſt ainſi que ſe forment les additions annuelles de la tige. J'ai fait cette obſervation ſur un grand nombre de plantes que j'ai trouvées dans mes différents voyages de terre ferme. 
Cette plante croît dans les grandes forêts. Elle étoit en fleur dans le mois de Juillet & d'Août, & en fruit dans le mois d'Octobre. 
Toutes les parties de cette plante ſont fort amères. Les jeunes tiges ſont quelquefois chargées de grains d'une réſine jaune, tranſparente, qui, étant expoſée au feu, s'enflamme & répand une odeur ſuave, approchante de celle du benzoïn. 
Ses feuilles & ſes jeunes tiges ſont employées en tiſanne pour guérir les maladies vénériennes. Cette tiſanne à forte doſe, eſt vomitive, & par la elle peut convenir pour débaraſſer l'eſtomac dans le cas ou l'on craint d'avoir été empoiſonné par le ſuc du Magnoc ou de quelque autre plante venimeuſe. Quelques habitans du quartier d'Aroura m'ont affuré s'en être ſervi avec ſuccès dans de pareilles circonſtances. »

— Fusée-Aublet, 1775.